# Patrick Martinez (astronomo)
| 576901 Adagio  | 28 gennaio 2008 |
| 597993 Bélesta | 28 gennaio 2008 |

Patrick Martinez (...) è un astronomo amatoriale francese di professione ingegnere aeronautico.
Il Minor Planet Center gli accredita le scoperte di due asteroidi, effettuate nel 2008.